# إيران-140 (طائرة ركاب)

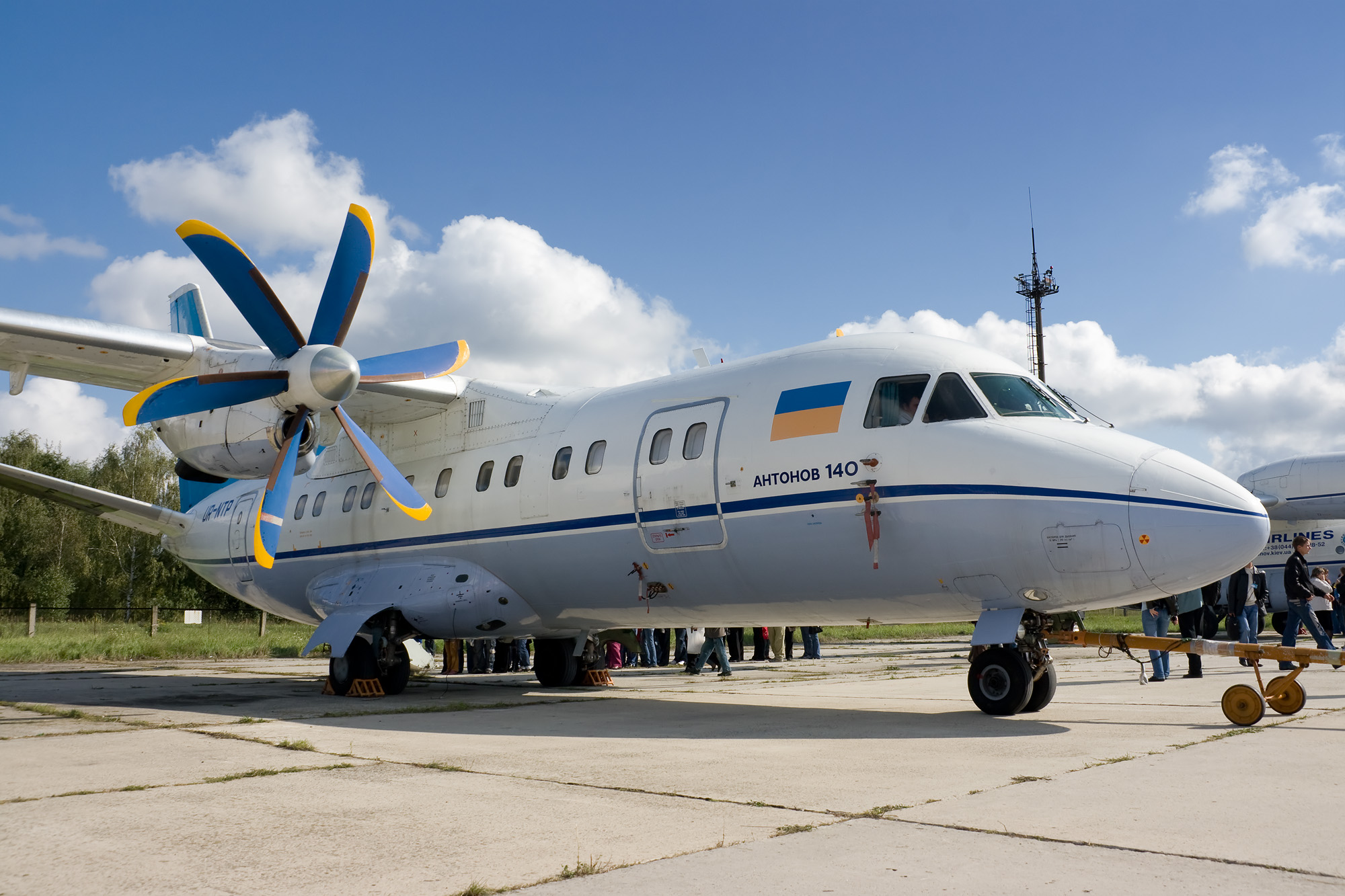
طائرة انتونوف 140 الأوكرانية

طائرة الركاب إيران 140 هي أول طائرة رحلات إيرانية الصنع بترخيص من شركة أنتونوف الأوكرانية قادرة على حمل 52 راكبا بمحركين توربينيين. والتي يتم إنتاجها من قبل شركة صناعة الطائرات الإيرانية HESA، وتعود بداية مشروع صناعة هذه الطائرة لعام 1995م عندما وقعت حكومتي إيران وأوكرانيا اتفاقية لإنتاج ثمانين طائرة من طراز إيران -140، وتتعهد فيها كييف بالتعاون مع طهران في مجال إنتاج شركة هسا لطائرات أنتونوف 140. وبعد مرور عدة سنوات عُرضت أول طائرة من هذا النوع الذي كان نموذجاً مماثل لأنتونوف الأوكرانية، وبعد الانتقال الكامل لتكنولوجيا صناعة هذا الموديل أُنتج أول نموذج محلي الصنع علي يد المهندسين الإيرانيين. وصنعت أول طائرة محلياً عام 2000م، وأجريت تجارب التحليق بعد عامين من صنعها ومنذ ذلك الحين، وإيران تصنع هذا النوع من الطائرات.

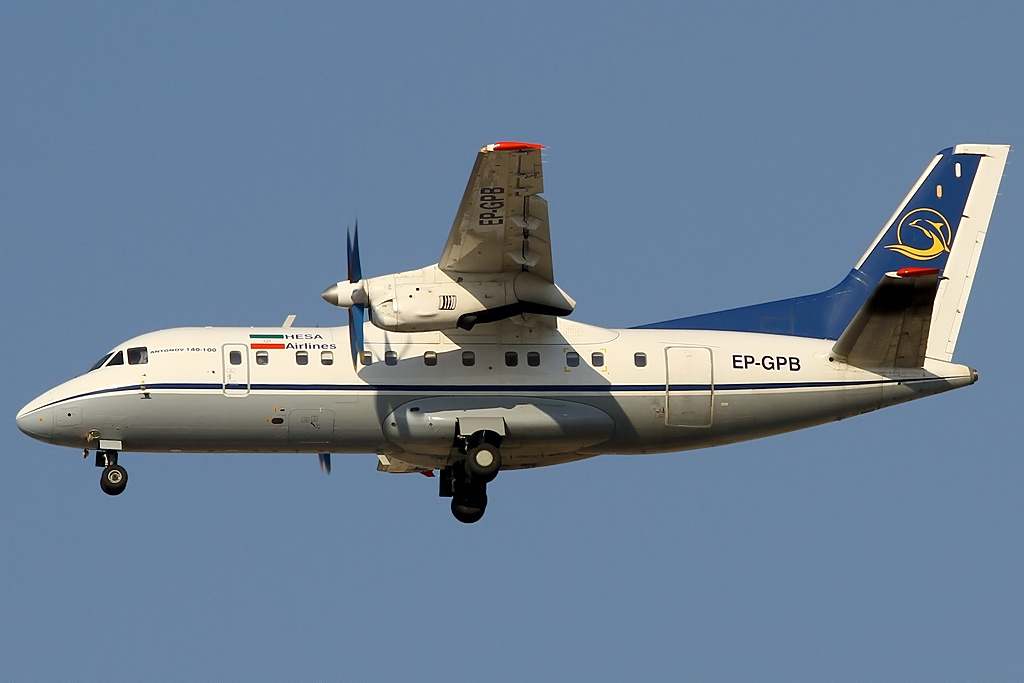
طائرة إيران 140 لنقل الركاب

## إنتاج الطائرة
انضمت طائرة إيران 140 والتي تعتبر أول طائرة ركاب تجارية إيرانية الصنع إلى الخدمة وذلك يوم 24/5/2002 ضمن اسطول الطائرات الإيرانية وذلك بعد ان قامت بأول رحلة لها من مدينة أصفهان وسط البلاد إلى مدينة عبادان جنوبي البلاد.
26 ديسمبر 2002، نجاح نجاح اختبار طائرة ثانية من نوع ''إيران-140''
في 14 مارس 2005: ثالث طائرة من نوع (إيران 140) لنقل الركاب تدخل الخدمة.
في 9 أكتوبر 2008: أُنتج خمس طائرات إيران ـ 140
في 2011، صُنعت أول طائرة من طراز "إيران 140" محليًا حيث استخدمت استخدامها لأول مرة بين مدينتي طهران واصفهان.
في 2013: كان هناك 6 طائرات إيرانية من طراز "إيران 140" فعالة في خطوط الجوية المحلية.
في فبراير 2023 أعلنت إيران عن استئناف انتاج للطائرة.

## محرك الطائرة
تعمل طائرة إيران 140 والمصنعة من قبل شركة HESA لصناعة الطائرات بمحركين نفاثين بقوة 2500 حصان وبسرعة مقدارها 570 كيلومتر في الساعة.

## معلومات سريعة
| الاسم               | إيران-140                           |
| النوع               | طائرة تجارية                        |
| الشركة المنتجة      | شركة Hesa الإيرانية لصناعة الطائرات |
| سنة الإنتاج         | 2000 متر                            |
| دخول الخدمة         | 2002 متر                            |
| عدد المحركات        | 2                                   |
| قوة المحركات        | 2500 حصان                           |
| السرعة              | 570 كيلومتر في الساعة               |
| جهاز محاكات الطائرة | جهاز محلي مُنتَج من قبل شركة Hesa     |

## حوادث
10 اغسطس 2014: لقي جميع ركاب طائرة ركاب تابعة لشركة "سباهان" حتفهم إثر تحطم طائرة ركاب بعدما ارتطمت بالأرض إثر تحليقها من مطار مهرآباد مباشرة.

## طالع ايضاً
- إيران آيرتور
- أنتونوف أن-140
- قائمة مطارات إيران